# Casa del Portuale
La Casa del Portuale è un edificio di architettura brutalista situato nella zona est del porto di Napoli, in Calata Porta di Massa. Progettata da Aldo Loris Rossi tra il 1968 e il 1980, è considerata un’icona dell’architettura contemporanea napoletana e un simbolo del legame tra città e porto.

## Storia
Commissionata nel 1968 dalla Compagnia Unica dei Lavoratori Portuali, la Casa del Portuale fu pensata come sede multifunzionale per uffici, servizi e residenze. Il progetto prese forma tra il 1968 e il 1980 e rappresentò una rottura con il razionalismo dominante, proponendo soluzioni innovative sia nella forma che nei materiali.

## Architettura
L'edificio si distingue per le sue forme organiche e brutaliste: un basamento allungato, una torre di dieci piani e dodici piloni verticali ispirati ai silos portuali. Gli interni sono caratterizzati da superfici sospese, dettagli colorati e spazi che richiamano navi e astronavi. I piloni ospitano impianti tecnici e collegamenti verticali come ascensori e scale.

## Curiosità
1. È stata location per la serie Gomorra e il video “9 Maggio” di Liberato.
2. L’edificio è più noto tra appassionati di architettura che tra i cittadini napoletani.
3. Nonostante l’aspetto esterno austero, gli interni sono vivaci e sorprendenti.

## Stato attuale
Oggi la Casa del Portuale è in parte inutilizzata: il primo piano è abbandonato, mentre i piani superiori ospitano ancora uffici e spazi per i lavoratori portuali. Negli ultimi anni sono stati proposti progetti di riqualificazione, ma nessuno è stato ancora realizzato.